# Либентал (Канзас)
Либентал (енгл. Liebenthal) град је у америчкој савезној држави Канзас.

## Демографија
По попису из 2010. године број становника је 103, што је 8 (-7,2%) становника мање него 2000. године.
| Група             | 2000.       | 2010.       |
| Белци             | 109 (98,2%) | 101 (98,1%) |
| Афроамериканци    | 0 (0,0%)    | 0 (0,0%)    |
| Азијати           | 0 (0,0%)    | 0 (0,0%)    |
| Хиспаноамериканци | 0 (0,0%)    | 0 (0,0%)    |
| Укупно            | 111         | 103         |